# Redukcje jezuickie w Maynas
Redukcje jezuickie w Maynas – osadnictwo organizowane przez jezuitów w prowincji Maynas, w górnej Amazonii (dzisiejsze Peru) między XVII a XVIII w.

## Historia

### Początki działalności misyjnej jezuitów w Ameryce Południowej
Pierwsza grupa jezuitów wyruszyła za poleceniem Franciszka Borgiasza do Limy, do której dotarła w lipcu 1568 roku. Przybycie to zbiegło się w czasie z zakończeniem obrad II Synodu Limskiego, który miał za zadanie dostosować postanowienia Soboru trydenckiego do realiów kolonizatorskich. Jezuici, którzy byli wykształceni teologicznie, poświęcili się pracy nad rozwojem działalności katolickiej w Limie. Po niespełna dwudziestu latach otrzymali zaproszenie od władz miasta Quito, które od roku 1545 było stolicą biskupa. Z Limy wyruszyła czteroosobowa grupa zakonników. Zostały przed nimi postawione dwa cele – zapewnienie Hiszpanom przebywającym w mieście właściwej edukacji oraz prowadzenie działalności misyjnej. W zamian za ich realizację jezuici wymagali akceptacji ich własnych metod pracy, a także zapewnienia odpowiedniego miejsca do wybudowania kolegium, domagali się również subwencji. W pracy misjonarskiej oraz edukacyjnej przysłużyło im założenie kolegium San Jerónimo w roku 1589, które w roku 1620 zostało podniesione do rangi uniwersytetu. Z tego właśnie kolegium wyruszały wyprawy, które na cel obrały sobie okoliczne osady oraz wioski indiańskie. 
Pierwsze większe wyprawy misyjne poza terytorium Quito prowadził ojciec Rafael Ferrer. Jego praca misyjna stworzyła podwaliny pod późniejszy kształt działalności misyjnej w redukcjach w Maynas. Mierzył się on jednak z trudnościami, zarówno ze strony społeczności indiańskiej, jak i władz hiszpańskich, których interesy – szczególnie ze strony handlarzy oraz właścicieli ziemskich – nie szły w parze z działalnością Ferrera. 

### Początki działalności misyjnej jezuitów w Maynas
Indianie Maynas, od których wzięła się nazwa prowincji, przez lata bronili się przed kolonizacją, zabijając Hiszpanów i dewastując ich osady. Aby ostatecznie ich sobie podporządkować, w roku 1616 zorganizowano wyprawę pod dowództwem kapitana Luisa de Armas Betancourt. Zebrano grupę czterdziestu osób – dwudziestu żołnierzy oraz dwudziestu Indian z Santiago de las Montañas. Zgodnie z relacją kronikarza wyprawy, lokalni kacykowie przyjęli przybyszów serdecznie, poprosili także o misjonarzy, wyrażając gotowość przyjęcia wiary chrześcijańskiej. Po uzyskaniu tych informacji, kapitan Diego Vaca de Vega zwrócił się z prośbą do Francisco de Borja, który nosił wówczas tytuł wicekróla Peru, aby udzielił zgody na konkwistę na terytorium Maynas. Przypieczętowanie wyrażenia zgody nastąpiło dwa lata później.
Serdeczność Indian Maynas do Hiszpanii nie trwała długo. Osiem lat po wyprawie kapitana Betancourt, w mieście Borja wybuchły zamieszki wywołane wykorzystywaniem Indian do pracy na polu tytoniu. Dwanaście lat później Indianie ponownie rozpoczęli rebelię, zabijając zarówno Hiszpanów jak i ochrzczonych Indian. Kolonizatorom udało się ostatecznie krwawo rozprawić z buntownikami, co skutkowało równocześnie utratą ogromnej części siły roboczej. Wtedy też gubernator Pedro Vaca de la Cadena postanowił użyć metod misjonarskich zamiast metod zbrojnych.
Do Borja skierowano dwóch jezuitów, ojców Gaspara Cugía oraz Lucasa de la Cueva, którzy 6 stycznia 1638 roku dotarli na miejsce. Oczekiwania, jakie wysuwano wobec jezuitów, nie różniły się od tych, z którymi spotkali się na początku swojej działalności w Quito, dodatkowo mieli za zadanie udziału w wyprawach karnych. Niedługo po rozpoczęciu działalności, w 1640 roku, ojciec Lucas de la Cueva założył nad rzeką Apena wioskę misyjną La Limpia Concepción de Jeveros, uznawaną za pierwszą redukcję jezuicką na terenie Maynas. Rok później jego towarzyszowi udało się przekonać przełożonych w Quito o sensowności kontynuowania misji oraz o tym, że Indianie Maynas mogą zostać nawróceni na chrześcijaństwo, jeśli podejdzie się do nich drogą ewangelizacji. Do Maynas skierowano dwóch dodatkowych ojców – Bartolomé Pérez i Francisco de Figueroa. Od samego przybycia ich pomoc okazała się nieoceniona, w 1642 roku tereny Maynas nawiedziła bowiem epidemia ospy, jezuici zaczęli więc pomagać zarówno Indianom, jak i Hiszpanom. Mimo bariery językowej, podejmowali się też spowiadania lokalnej ludności. 

### Rozwój redukcji
W krótkim czasie działalność misyjna jezuitów zaczęła się rozszerzać. Założono nową redukcję – Santa Teresa – a do Borja przybyło trzech kolejnych jezuitów. W niedługim czasie zaczęto otwierać kolejne redukcje – jak na przykład Santa María de Huallaga de Cocamas, do której sprowadzono Indian znad rzeki Ukajali. Biorąc pod uwagę zarówno potrzeby finansowe, jak i pracy misyjnej,  ojciec Raimundo de Santa Cruz udał się do Quito wraz z grupą nawróconych Indian, którzy po dotarciu na miejsce otrzymali bierzmowanie. W drodze powrotnej do Borja towarzyszyło mu już dwóch nowych jezuitów.
W roku 1653 nastąpiła zmiana w kierownictwie jezuitów w Borja – nowym dowodzącym został Lucas de la Cueva, który szybko zaczął nawiązywać przyjacielskie kontakty z Indianami. Niestety, jezuici szybko stracili zdobyte zaufanie. Stało się to na skutek interwencji zbrojnej Hiszpanii, zorganizowanej przez gubernatora Rivera Herrera, który postanowił wykorzystać siłę Indian z wiosek misyjnych do walki z Jíbaros – samowystarczalnymi rolnikami. W wyniku tego konfliktu, Indianie zaczęli podburzać innych przeciwko jezuitom. Przeciągające się interwencje hiszpańskie zmusiły ojca Lucasa de la Cueva do interwencji u samego wicekróla Peru, który finalnie zabronił dalszych ekspedycji zbrojnych, pozbawił też urzędu Rivera Herrera, na jego miejsce wyznaczając Mauricio Vaca de Evan. Po objęciu urzędu nowo wybrany gubernator zezwolił Indianom na powrót do wiosek. Nie wszystkie udało się jednak uratować – część encomenderos, czyli zarządców gospodarstw na ziemiach podbitych przez Hiszpanię, musiało opuścić tereny, którymi zarządzali, gdyż brakowało im siły roboczej tych Indian, którzy nie powrócili.
Nastąpił okres względnego spokoju, który jezuici poświęcili na przecieranie nowych szlaków komunikacyjnych m.in. pomiędzy Borja i Quito, nawiązywali też kontakty z nowymi plemionami. Po dziesięciu latach, w roku 1663, doszło do buntu Indian Cocamas, którzy zaczęli napadać na wioski i zabijać zarówno hiszpańskich, jak i indiańskich mieszkańców. W konsekwencji z terytoriów ich rebelii przegnani zostali również misjonarze. Do tego buntu miał przyczynić się jeden z młodych misjonarzy, który nadmiernie ganił Indian za niedokładne chrześcijańskie praktyki, co wywołało w nich najpierw niechęć, a później wrogość.
W międzyczasie dzięki staraniom ojca Lucasa de la Cueva zawarto rozejm, jednak był on krótkotrwały. W roku 1666 Indianie Cocomas, dowodzeni przez kacyka imieniem Pocåya, wyruszyli do Santa María de Huallaga z wrogimi zamiarami. Po drodze napotkali ojca Francisco de Figueroa, którego zamordowali, nie oszczędzono także towarzyszących mu Indian. Cocomas dotarli do Santa Maria de Huallaga i splądrowali oraz zniszczyli redukcję; podobny los spotkał La Concepción de Jeveros. Bunt udało stłumić się w roku 1669, gdy Hiszpanie zebrali grupę zbrojnych, która pokonała Indian i odebrała od nich czaszkę de Figueroa.
Mimo stłumienia buntów kolejne lata nie były łatwiejsze dla jezuitów. Ojciec Juan Lorenzo Lucero podejmował inicjatywy zakładania nowych wiosek misyjnych, założył również redukcję Santa María de Nueva de Ucayali. Drugim działającym duchownym tamtego okresu był Pedro Suárez Guerre. Jego zadaniem było pilnowanie właściwej dyscypliny, zarówno cywilnej jak i duchowej, wśród Indian Avijiras. Duży nacisk kładł na przełamanie nawyku poligamii. Jednak spotkało się to z wrogością Indian, którzy zabili go, a redukcję, w której pracował zniszczyli. Kolejną ofiarą swej nadgorliwości był ojciec Augustín Hurtado, który został zamordowany przez Mulatów, których upominał za niemoralny tryb życia oraz demoralizację Indian. W roku 1680 zaś rozpoczęła się epidemia ospy, która dziesiątkowała ludności wiosek misyjnych, prowadząc niektóre z nich nawet do upadku. Mimo tych incydentów, w 1681 roku z Maynas wyruszyła do Quito grupa Indian-neofitów, aby uzyskać bierzmowanie.

### Rozszerzenie zasięgu redukcji
Nauczeni porażkami wcześniejszych dekad, jezuici postanowili zmienić sposób przekonywania Indian do osiedlania się we wioskach misyjnych oraz redukcjach. Postanowiono odejść od przymusu oraz używania siły, a na ich miejsce wprowadzono metodę stopniowego pokazywania Indianom zalet mieszkania w takowych osadach. Początkiem tych zmian była interwencja ojca Enrique Richtera u Indian Campas. Indianie ci wzniecili bunt przeciw Hiszpanii, misjonarzom i ochrzczonym Indianom, w jej wyniku zginął również ojciec Francisco Herrera. Richter przekonał wtedy Campas do zaprzestania swoich praktyk, a był w tym na tyle skuteczny, że niebawem sami poprosili oni o możliwość zamieszkania w wiosce misyjnej.
Z początkiem lat 90. XVII wieku doszło jednak do kolejnego trudnego momentu dla jezuitów. Hiszpania ponownie rozpoczęła wysyłać ekspedycje, aby rozprawić się z Jíbaros – jezuici zaś przymuszeni byli przez prawo, aby w tych ekspedycjach uczestniczyć. W ten sposób rozpoczęła się prawdopodobnie największa z dotychczasowych mobilizacji w Maynas, w wyniku której na ekspedycję wyruszyło m.in. czterech jezuitów. Pierwotny plan zakładał schwytanie Jíbaros, wysłanie ich do wiosek misyjnych, a tam – narzucenie wiary chrześcijańskiej oraz pacyfikacja. Nie udał się on jednak – Jíbaros za wszelką cenę unikali chrystianizacji, popełniali samobójstwa, matki zaś mordowały swoje dzieci. W wyprawie zginął również ojciec Enrique Richter, który prowadził Indian Cunivos. Ci jednak przestali mu ufać i postanowili zabić go w pierwszej nadarzającej się okazji. W wyniku morderstwa, jezuici utracili kontakt z tysiącami Indian Cunivos. Po tych wydarzeniach przełożony generalny Towarzystwa Jezusowego zabronił jezuitom uczestniczyć w ekspedycjach przeciwko Jíbaros. Pierwszą redukcję, która rozpoczęła działalność na ich terenach – Nuestra Señora de los Dolores de Muratas y Jíbaros – otworzono dopiero w połowie XVIII wieku.
W czasie tych zawirowań, na południu misję chrystianizacyjną prowadził ojciec Samuel Fritz. Założył on wiele wiosek misyjnych, a także redukcję San Joaqín de Omaguas. Głównym problemem, z którym się mierzył, były napady Portugalczyków, którzy uprowadzali Indian jako niewolników i pustoszyli wioski misyjne. Sam duchowny również został zaaresztowany przez Portugalczyków podczas swojej wizyty w Belén, gdzie chciał udać się do kolegium jezuickiego po poradę lekarską. Fritz obiecał sporządzenie mapy Amazonki w zamian za wolność. Liczył również, że dzięki temu załagodzi spory o granice i zapobiegnie napadom Portugalczyków. Samuel Fritz przedstawił sprawę również wicekrólowi Peru, który nie mógł mu jednak udzielić znaczącej pomocy.
Fritz problemy zaczął napotykać również w swojej działalności wśród Indian Omaguas, którzy – mimo chęci przyjęcia misjonarzy – nie byli zbytnio zainteresowani porzuceniem swoich dawnych zwyczajów, tj. szamanizmu. Konflikt na tym podłożu urósł do takiej rangi, że duchowny musiał poprosić o ochronę żołnierzy. Niedługo później z pomocą przybyli też dwaj misjonarze z Czech, Weneceslao Breyera i Francisco Vidra. Fritz zaś, wraz z Indianami Omaguas, miał udać się do Indian Cunivos, aby wymierzyć im karę za zamordowanie ojca Enrique Richtera. Gdy opuścił on redukcję, Omaguas wykorzystali sytuację, aby wzniecić bunt. Fritz, gdy się o tym dowiedział, powrócił do wiosek misyjnych, wykorzystując szacunek, jakim darzyli go młodzi Indianie Omaguas, aby zaprowadzić pokój. To jednak nie stłumiło niechęci Indian do jezuitów, którzy mimo zaprzestania agresji fizycznej, odcinali się od duchownych, odmawiając im nawet jedzenia.
Początek wieku XVIII charakteryzował się ogromną ekspansją, często jednak tłumioną przez nieprzychylnie nastawionych do nowych ograniczeń Indian, lub też zarazy, które doprowadzały nowo zakładane wioski misyjne do upadku. 

### Schyłek redukcji jezuickich w Maynas
Napady ze strony portugalskiej nie ustawały. W związku z tym, w Quito, z ust ojca Andrésa Zárate padły słowa o konieczności militarnego wzmocnienia Borja, nie zostały one jednak wysłuchane, brzemię obrony ziemi zostało zatem na barkach Indian oraz jezuitów. W samym zaś Maynas aktywność prowadził ojciec Enrique Francen, który dzięki kontaktom z Indianami Güencoyas i Neocoyas zakładał wiele redukcji oraz wiosek misyjnych. Z kolei ksiądz José Bahamonde nawiązał kontakt z Indianami Iquitos, których przekonał do osiedlenia się we wioskach misyjnych. Nie brakowało jednak porażek - w roku 1745 Indianie Payaguas zamordowali ojca Francisco del Reala, zaś w roku 1753 ojciec Salvador Sánchez zginął z rąk Indian Cauamares, których wcześniej skazał na karę chłosty. W roku 1749 rozpoczęła się epidemia ospy, która uderzyła w misję Napo, zaś w roku 1750 Indianie Omaguas ponieśli wiele ofiar w wyniku epidemii odry. W tym też roku w pożarze spłonęło centrum misyjne jezuitów w Santiago de la Laguna, w wyniku czego utracono również przechowywane tam archiwum misyjne misji Maynas.
Teren misji zaczęli opuszczać też długoletni pracownicy duchowni. Ignacio Michel, który w Maynas spędził 27 lat, oraz Adám Schöffer, który spędził 22 lata, zrezygnowali z misji w roku 1753. W roku 1759 wyjechał również ojciec Martín Iriarte, który w Maynas spędził dziewiętnaście lat, a dwa lata później jego śladami poszedł ojciec Ignacio María Franciscis, który przepracował w misji dziewięć lat. Nie wstrzymywało to jednak zmian – w roku 1759 ojciec Pedro Esquini dokonał nowego podziału administracyjnego, dzieląc teren misji Maynas na trzy obszary – misję górną, misję dolną, oraz misję Napo i Aguarico. Zaczęto też, w roku 1762, ponawiać zakładanie wiosek misyjnych nad rzeką Ukajali. Wszelkie prace zostały jednak ukrócone, gdy dekretem nakazano usunięcie jezuitów z Ameryki. Indianie, wiedząc o rychłym końcu misji, zaczęli opuszczać wioski. Prawdopodobnie ostatnimi osiedlonymi w wioskach misyjnych Indianami byli Humaranas, za sprawą ojca Segundo Del Castillo w roku 1767. W tym samym roku chęć współpracy z misjonarzami wykazali też, finalnie, Indianie z plemienia Jíbaros. Rok później jednak jezuici opuścili Maynas, kończąc prawie stupięćdziesięcioletnią misję.

## Sposoby działalności jezuitów na terenie redukcji

### Pozyskiwanie kontaktów i zaufania Indian
Zjednywanie sobie ludności Indiańskiej nie było dla jezuitów proste. Indianie patrzyli bowiem na białych ludzi jak na istoty, których nie rozumieją, które mogą być potencjalnie niebezpieczne, które nie potrafią mówić językiem dlań zrozumiałym. Ze strony jezuitów zaś Indianie rysowali się jako ludność dzika, groźna, być może niezdolna do zrozumienia europejskiego pojęcia wiary i wyobrażeń o religii. Niemniej, chrystianizacja wymagała próby sforsowania myślenia tubylczego.
Najpoważniejszą barierą, poza obopólnym brakiem zaufania, była ciężka w przebyciu bariera językowa. Na szczęście dla jezuitów, posiadali oni minimalną znajomość prostego słownictwa języka keczua, który wynieśli z pobytu w Andach. Wystarczał on do prostej konwersacji, gdyż był językiem używanym podczas handlu między licznymi plemionami, z których każde miało własną mowę. Jezuici korzystali również z tłumaczy, którzy mieli styczność z kolonizatorami. Nie była to jednak najkorzystniejsza metoda – istniała obawa, że tłumacz może niedostatecznie poprawnie przełożyć nauki, co doprowadzić mogło do herezji.
Częstym, jeśli nie najczęstszym sposobem pozyskiwania przychylności lokalnej ludności było wręczanie podarków. Ich rolę pełniły głównie narzędzia oraz inne przedmioty użytkowe. Z racji ogromnego znaczenia wprowadzenia tych narzędzi w krąg Indian, zdarzały się próby użycia agresji i siły, aby je pozyskać. Poza przedmiotami użytkowymi zdarzały się też podarki o wartości artystycznej, w formie pomniejszych wyrobów artystycznych lub rzemieślniczych. Przedmioty, szczególnie te codziennego użytku, wykonane z metalu, miały utrzymać Indian w wioskach misyjnych, aby zapewnić im zwiększony komfort pracy.

### Katechizacja Indian
Bariera językowa, kulturowa oraz przyzwyczajeniowa wymagała zmiany podejścia do przekazywania informacji o wierze. Kluczowe okazały się proste przedstawienia oraz inscenizacje. Jezuici wykazywali się tutaj wielką pomyślnością, wykorzystując dekoracje, rekwizyty i maszynerie pomagające zrozumieć sens obchodzonego święta. Posiłkowali się przy tym również językiem keczua. Szczególną pobożnością Indianie otoczyli Wielki Piątek, który obchodzili z należytym szacunkiem. Stosowali oni jednak również m.in. biczowanie się w ramach pokuty, co czasami doprowadzało do przymusowego wydalenia z nabożeństw w celu opatrzenia krwawiących ran.
Duchowni prowadzili także obszerną naukę dla Indian. Tworzyli systemy szkolne, podział na grupy poranne i popołudniowe. Edukacja nie kończyła się jedynie na wykształceniu dzieci. Dorośli, zarówno mężczyźni, jak i kobiety, również brali udział w nauce. W wymiarze szkolnym jezuici stosowali podział na płcie. W rolę nauczycieli wchodzili sami misjonarze lub przygotowani do tego odpowiednio Indianie. Ważnym elementem było również wyrobienie w Indianach systematyczności zarówno w nauce jak i w pracy. Choć na pierwszym miejscu stawiano katechizm, dużą część nauki poświęcano też przygotowaniu praktycznemu z różnych, przydatnych lokalnie zawodów, przyuczano także do wykorzystywania nowych dla Indian narzędzi oraz materiałów.
Jezuici w redukcjach nie narzucali jedynie swojej kultury, lecz starali się aktywnie włączać w rozwój kultury Indian. Wykorzystywano chętnie muzykę lokalnych plemion. Starano się jednak nadać jej charakter religijny, łączyć z nabożeństwem, mimo to zdarzało się też wykorzystywanie muzyki w celach rozrywkowych, gdyż – jak uważano – dzięki wprowadzeniu elementów kultury europejskiej do tej rozrywki spełniano obowiązek ewangelizacyjny, zaznajamiając lokalną ludność ze zwyczajami Europy.

### Ekonomia redukcji w Maynas
Redukcje były przedsięwzięciem kosztownym, głównie z powodu zakładania dużej liczby wiosek misyjnych, co wiązało się z koniecznością pozyskania budulca, materiałów użytkowych, żywności, jak i również z koniecznością zorganizowania transportu dóbr z Quito, które przez pierwsze lata było głównym źródłem wsparcia dla redukcji. Zgodnie z prawem obowiązującym w koloniach, osoby zamieszkujące redukcje były de facto właścicielami wiosek oraz tego, co w nich się znajduje, a więc pracowali sami na swoje utrzymanie. Dążono zatem do samowystarczalności tychże wiosek, co jednak nie było prostym zadaniem. Pierwszą przeszkodę stanowiła konieczność zmiany nastawienia Indian, aby przyjęli nowo ustanowiony tryb życia, z zaznaczeniem pracy usystematyzowanej oraz skupienie się na pozyskiwaniu dóbr materialnych dla wioski. Aby temu dopomóc, każda z rodzin – także ta założona przez niewolników – otrzymywała swoje "domostwo" – niewielką siedzibę z poletkiem, za które byli odpowiedzialni, dawało to też poczucie samostanowienia, współzarządzania oraz wolności. 
Rolnictwo na wielką skalę było jednak nieopłacalne. Gleba była nieurodzajna, krainę nawiedzały regularne powodzie, a ewentualne zbiory niszczone były przez różnorakie plagi. Pozostawano przy lokalnych, sprawdzonych uprawach, tj. maniok czy banany. Również hodowla bydła była ograniczona, częściej spotykano hodowlę ptactwa czy kóz. 
Problem dotyczył również handlu. Nieopodal Maynas znajdowała się granica kolonii Hiszpanii z Portugalią – jednakże handel z Portugalczykami był zakazany przez władze Hiszpanii. Z kolei handel z Quito był nieopłacalny na dłuższą metę, szlaki były bowiem niebezpieczne zarówno dla towaru, jak i bydła go przewożącego, trudne w przeprawie. Sama podróż zajmowała też dużo czasu. W 1642 r., dzięki przejęciu parafii w Borja, jezuici zaczęli otrzymywać wsparcie finansowe od Hiszpanii. Biskup Quito wzniósł protest przeciwko dotacjom płynącym z Europy twierdząc, że jezuici tylko propagandowo informują o wioskach zakładanych przez siebie, a w rzeczywistości ograniczają się do dwóch. Protest jednak odrzucono.